# Андріївка (Сватівська міська громада)
Андрі́ївка — село в Україні, у Сватівській міській громаді Сватівського району Луганської області. Населення становить 87 осіб. Орган місцевого самоврядування — Рудівська сільська рада.